# Córdoba (kommun i Colombia, Nariño, lat 0,78, long -77,33)
Córdoba är en kommun i Colombia.   Den ligger i departementet Nariño, i den sydvästra delen av landet, 600 km sydväst om huvudstaden Bogotá. Antalet invånare är 13 499.